# Überhangshöhle
Die Überhangshöhle bei Frohnleiten befindet sich in 400 m ü. A. im Kugelstein nördlich des Hauptortes von Deutschfeistritz und westlich von Badl, Steiermark in Österreich.

## Lage
Die Überhangshöhle befindet sich am nördlichen Hang des Kugelsteins westlich der Schichtfugenhöhle. Der Zugang zur Höhle befindet sich im Bergfuß, direkt an der Straße, welche um den Kugelstein herum nach Peggau führt.

## Beschreibung
Die rund 7 Meter lange Überhangshöhle ist eine Halbhöhle und hat einen fast 10 Meter breiten und 7 Meter hohen Eingang. Vom Eingang führt ein Gang etwa 5 Meter in den Berg hinein. Über dem Höhleingang befindet sich ein weiterer, an einer Schichtfläche ausgebildeter Höhlenteil, welcher aber nur 1,7 Meter lang ist.
Der felsige Höhlenboden weist kaum Ablagerungen auf.